# Martin Borgeke
Martin Borgeke, född 10 juni 1949, är en svensk jurist. Han var justitieråd i Högsta domstolen 2011–2016.
Borgeke avlade juris kandidatexamen i Lund 1975. Han utsågs till hovrättsassessor i Hovrätten över Skåne och Blekinge 1987 och arbetade som handläggare på Justitiedepartementets straffrättsenhet mellan 1990 och 1992. Han var rådman i Malmö tingsrätt 1990–1992, hovrättsråd i Hovrätten över Skåne och Blekinge 1995–1998 och hovrättslagman i samma hovrätt 1998–2011.
2009 utnämndes han till hedersdoktor vid juridiska fakulteten vid Uppsala universitet.
Martin Borgeke är känd från rättegången i Rödebyfallet där han var ordförande i Hovrätten över Skåne och Blekinges huvudförhandling i målet.